# Lophoruza addescens
Lophoruza addescens là một loài bướm đêm trong họ Noctuidae.